# 切爾西藥草園

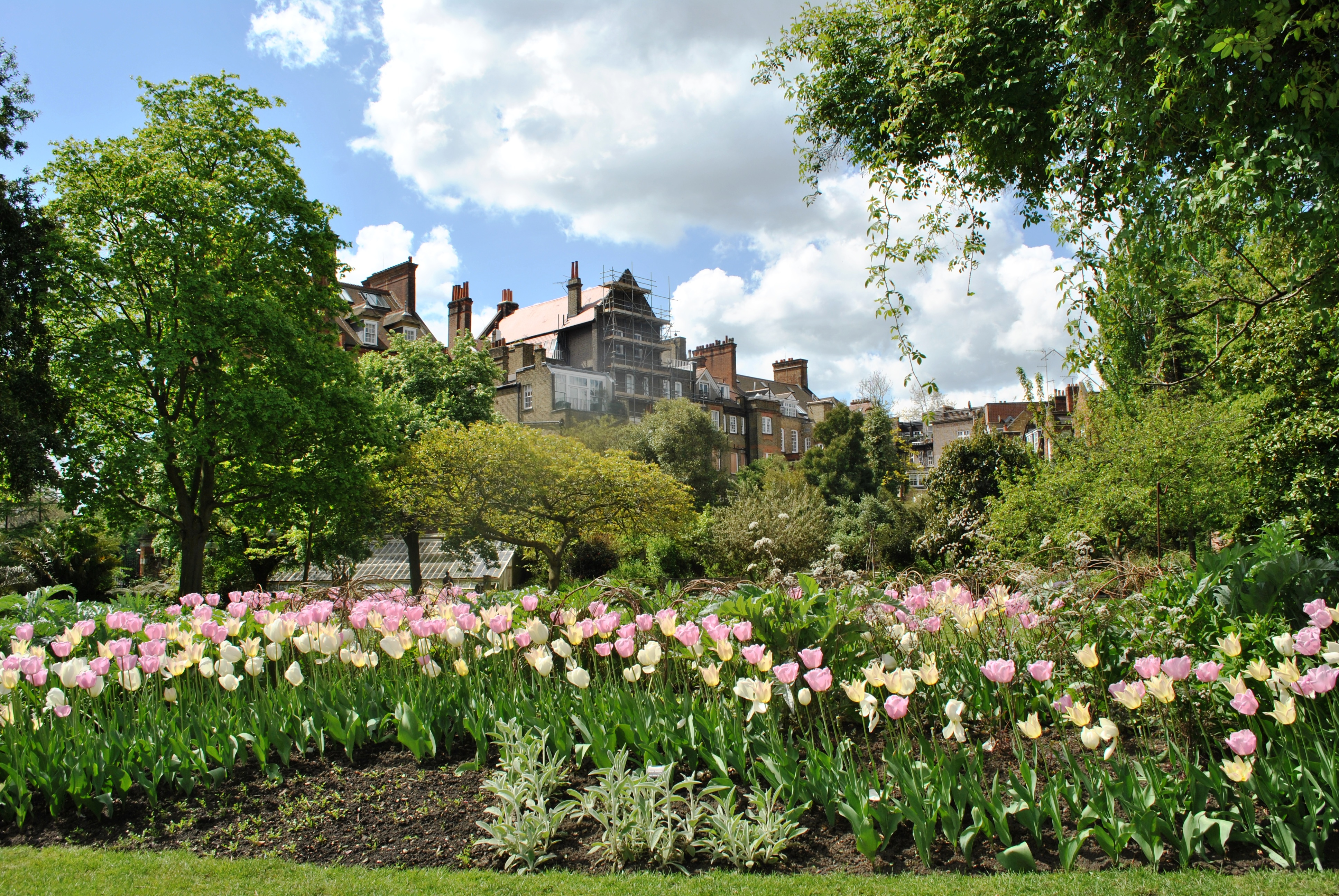
切爾西藥草園

切爾西藥草園（Chelsea Physic Garden）是英國首都倫敦的一座花園，創建於1673年。這座花園是英國歷史第三古老的植物園，僅次於牛津大學植物園和愛丁堡皇家植物園。切爾西藥草園的岩石花園是英國最古老的專門種植高山植物的花園。英國最大的橄欖樹和世界最北端的種植在戶外的葡萄柚也位於這裡。1983年，切爾西藥草園註冊成為慈善機構，並首次開始對公眾開放。切爾西藥草園也是倫敦健康醫藥博物館的成員之一。

## 外部連結
- 官方网站
- London official visitor guide: Retrieved 30 December 2013.（页面存档备份，存于）